# Otto von Bismarck
To je članek o pruskem kanclerju Ottu von Bismarcku. Za članek o bojni ladji, poimenovani po njem, glej Bojna ladja Bismarck.
Knez Otto Eduard Leopold von Bismarck (imenovan tudi železni kancler), princ Bismarcka, grof Bismarck-Schönhausen, vojvoda Lauenburga (nemško Otto Fürst von Bismarck, Graf von Bismarck-Schönhausen, Herzog zu Lauenburg), pruski (nemški) diplomat, politik, kancler in pisatelj, * 1. april 1815, Schönhausen, Prusija, † 30. julij 1898, Friedrichsruh, Nemško cesarstvo.
Otto von Bismarck je bil konzervativni nemški državnik, diplomat in pisatelj. Organiziral je združitev Nemčije leta 1871 in bil njen prvi kancler do leta 1890 ter v tem času dve desetletji obvladoval evropsko politiko. Bil je ministrski predsednik Prusije (1862-1890) in kancler Severnonemške konfederacije (1867-1871). Preden je prišel do izvršilne oblasti, je deloval kot pruski veleposlanik v Franciji in Rusiji ter služboval v obeh domovih pruskega parlamenta. Sodeloval je s kraljem Viljemom I. Pruskim, da bi združil različne nemške dežele – to partnerstvo je trajalo do konca Viljemovega življenja. Kralj mu je tudi podelil naslove grofa Bismarck-Schönhausena leta 1865 in princa Bismarcka leta 1871. Bismarck je izzval tri kratke odločilne vojne proti Danski, Avstriji in Franciji. Po zmagi proti Avstriji je ukinil nadnacionalno Nemško konfederacijo in namesto tega ustanovil Severnonemško konfederacijo kot prvo nemško nacionalno državo, pri čemer je manjše severnonemške države postavil za Prusijo in izključil Avstrijo. Ob podpori neodvisnih južnonemških držav in zmagi konfederacije nad Francijo je združil Nemčijo v Nemško cesarstvo, ki je prav tako izključevalo Avstrijo.
S prusko prevlado, ki je bila vzpostavljena do leta 1871, je Bismarck spretno uporabljal diplomacijo ravnotežja moči, da bi ohranil položaj Nemčije v mirni Evropi. Zgodovinar Eric Hobsbawm je o njem dejal, da je »skoraj dvajset let po letu 1871 ostal nesporni svetovni prvak v igri večstranskega diplomatskega šaha in se je izključno ter uspešno posvetil ohranjanju miru med silami.« Vendar pa je njegova priključitev dežele Alsace-Lorraine (Elsass-Lothringen) prilila bencina na ogenj francoskega nacionalizma in germanofobije. Bismarcku sta njegova diplomacija in močna vladavina doma prinesla vzdevek »železni kancler.« Temelj njegove zunanje politike sta bili združitev Nemčije in njena hitra gospodarska rast. Ni maral kolonializma, vendar je na zahtevo elite in množice nerad zgradil čezmorsko cesarstvo. S svojimi diplomatskimi veščinami je skozi medsebojno povezane konference, pogajanja in zavezništva ohranil nemški položaj.
Kot mojster kompleksne domače politike je Bismarck ustvaril prvo socialno državo v sodobnem svetu s ciljem, da bi si pridobil podporo delavskega razreda, ki bi sicer lahko pripadla njegovim socialističnim nasprotnikom. V 70-ih letih 19. stoletja se je združil z protikatoliškimi liberalci in se boril proti Katoliški cerkvi v tako imenovanem Kulturkampfu (kulturni boj). To bitko je izgubil, saj so se katoliki odzvali z ustanovitvijo močne Nemške centralne stranke in ob splošni volilni pravici za moške pridobili večje število sedežev. Bismarck se je nato obrnil, končal kulturni boj, prekinil z liberalci in sklenil politično zavezništvo s centralno stranko za boj proti socialistom. Kot veren luteran je bil zvest svojemu vladarju, cesarju Viljemu I. Nemškem, ki se je z njim pogosto prerekal, vendar ga je na koncu podprl kljub nasprotovanju žene cesarice Avguste in prestolonaslednika Friderika Viljema (poznejšega cesarja Friderika III. Nemškega). Nemški parlament je bil sicer izvoljen po splošni moški volilni pravici, vendar ni imel veliko nadzora nad politiko vlade. Bismarck ni zaupal demokraciji in je vladal preko močne dobro usposobljene birokracije z močjo v rokah tradicionalne junkerske elite, ki jo je sestavljalo deželno plemstvo vzhodne Prusije. Kot kancler je v veliki meri nadzoroval notranje in zunanje zadeve države. Leta 1888 je na nemškem prestolu prišlo do hitrih menjav z Viljema I. na sina Friderika III. in nato Friderikovega sina Viljema II. Trmasti cesar Viljem II. Nemški je razrešil Bismarcka s funkcije. Ta se je upokojil, da bi napisal svoje spomine.
Bismarck je tudi sam pripadal junkerjem in je veljal za odločnega, odkritega in tudi prepotentnega moža, znal pa je tudi biti vljuden, očarljiv in duhovit. Bil je agresivne narave, včasih se je pretvarjal, da je dosegel želene rezultate in je obdržal svojo moč tako, da je vedno znova melodramatično grozil z odstopom, zaradi česar si je Viljem I. Nemški večkrat premislil. Ni imel le dolgoročne nacionalne in mednarodne vizije, ampak se je tudi na kratki rok znal spopadati s kompleksnim razvojem. Bismarck je postal junak nemških nacionalistov, ki so zgradili številne spomenike v čast ustanovitelju novega Rajha. Številni zgodovinarji ga hvalijo kot vizionarja, ki je pripomogel k združitvi Nemčije in je po tem uspehu ohranil mir v Evropi s spletno diplomacijo. Zgodovinar Robert K. Massie je opozoril, da je bila Bismarckova podoba v javnosti groba in militaristična, čeprav je bilo v resnici njegovo orodje agresivna, neusmiljena diplomacija.

## Zgodnja leta
Bismarck se je rodil 1. aprila 1815 v Schönhausenu na plemiški družinski posesti zahodno od Berlina v pruski pokrajini Saška. Njegov oče Karl Wilhelm Ferdinand von Bismarck (1771-1845) je bil pripadnik junkerjev (pruske elite) in nekdanji pruski vojaški častnik. Njegova mama Wilhelmine Luise Mencken (1789-1839) je bila dobro izobražena hči visokega vladnega uradnika v Berlinu. Leta 1816 se je družina preselila na svoje posestvo v pokrajini Pomeranija v kraju Kniephof (danes Konarzewo na Poljskem) severovzhodno od Stettina (danes Szczecin) v takratni pruski pokrajini Daljnja Pomeranija. Tam je Bismarck preživel svoje otroštvo.
Imel je starejšega brata Bernharda (1810-1893) in mlajšo sestro Malwine (1827-1908). Pozneje so na Bismarcka v svetu gledali kot na tipičnega pruskega junkerja iz zaledja, to predstavo pa je še podkrepil z vojaškimi uniformami. Bil pa je dobro izobražen svetovljan z darom za govor in je znal angleščino, francoščino, italijanščino, poljščino in ruščino.
Izobraževal se je na Osnovni šoli Johanna Ernsta Plamanna in na srednjih šolah Friedricha Wilhelma in Graues Kloster. Med letoma 1832 in 1833 je študiral pravo na Univerzi v Göttingenu, kjer je bil član korpusa Hannovra, nato pa se je vpisal na Univerzo v Berlinu, kjer je ostal do leta 1835. Leta 1838 je bil nameščen kot vojaški rezervist v Greifswaldu in je študiral kmetijstvo na tamkajšnji univerzi. V Göttingenu se je spoprijateljil z ameriškim študentom Johnom Lothropom Motleyjem. Ta je pozneje postal ugledni zgodovinar in diplomat in je ostal v dobrih odnosih z Bismarckom. Leta 1839 je tudi napisal roman Mortonovo upanje ali Spomini provinciala (Morton's Hope or the Memoirs of a Provincial), v katerem se je spominjal življenja na nemški univerzi. V knjigi je Bismarcka opisal kot nepremišljenega in drznega ekscentrika, hkrati pa tudi kot izjemno nadarjenega in očarljivega mladeniča.
Čeprav si je Bismarck želel postati diplomat, je svoje praktično usposabljanje začel kot odvetnik v Aachnu in Potsdamu, s čimer pa je kmalu zaključil, saj je svojo kariero ogrozil z nelegalnima primeroma, ki sta zadevala angleški dekleti – najprej Lauro Russell, nečakinjo vojvode iz Clevelanda, nato pa še Isabello Loraine-Smith, ki je bila hči bogatega duhovnika. Leta 1838 je Bismarck pričel s skrajšanim služenjem vojaškega roka v pruski vojski. Eno leto je aktivno služil kot prostovoljec, nato pa je postal rezervni častnik v Landwehrju. Nato se je vrnil, da je prevzel vodenje družinskega posestva v Schönhausnu, ko je sredi njegovih dvajsetih let umrla njegova mati.
Okoli svojega 30. leta starosti je Bismarck sklenil močno prijateljstvo z Marie von Thadden, ki se je pravkar poročila z enim od njegovih prijateljev, Moritzom von Blanckenburgom. Mesec dni po njeni smrti je Bismarck pisal in prosil za roko njeno sestrično, plemkinjo Johanno von Puttkamer (1824-1894). Poročila sta se v Alt-Kolziglowu (današnjem kraju Kołczygłowy) 28. julija 1847. V dolgem in srečnem zakonu sta dobila tri otroke: Marie (rojena leta 1847), Herberta (rojenega leta 1849) in Wilhelma (rojenega leta 1852). Johanna je bila sramežljiva in globoko verna ženska, ki pa je v poznejšem življenju slovela po svojem ostrem jeziku.

## Zgodnja politična kariera

### Mlad politik
Leta 1847 je bil Bismarck, star 32 let, izbran za predstavnika v novoustanovljenem pruskem zakonodajnem organu, ki se je imenoval Vereinigter Landtag. Tam si je pridobil sloves rojalističnega in reakcionarnega politika z darom za ostro retoriko. Odkrito je zagovarjal idejo, da ima monarh božansko pravico za vladanje. K njegovi izvolitvi sta pripomogla brata Gerlach, pietistična luteranca, katerih ultrakonzervativna frakcija je bila znana pod imenom Kreuzzeitung po njihovem časopisu Neue Preussische Zeitung, ki je dobil tak vzdevek zaradi železnega križa na naslovnici.
Marca 1848 se je Prusija soočila z revolucijo (ki je potekala v sklopu revolucij po celotni Evropi leta 1848), s katero se je spopadel kralj Friderik Viljem IV. Vladar je bil najprej naklonjen uporabi oboroženih sil za zatiranje upora, nazadnje pa je zavrnil zapustitev Berlina zaradi varnosti vojaškega štaba v Potsdamu. Bismarck je pozneje zapisal, da so ''sablje pruskih častnikov zvenele v njihovih nožnicah'', ko so izvedeli, da kralj revolucije ne bo zadušil s silo. Liberalcem je ponudil več stvari: nosil je črno-rdeče-zlate revolucionarne barve (danes sestavljajo zastavo Nemčije), obljubil je razglasitev ustave, strinjal se je z združitvijo Prusije in drugih nemških držav v enotno nacionalno državo in za predsednika pruske vlade imenoval liberalca Gottfrieda Ludolfa Camphausna.
Bismarck je sprva skušal vzpodbuditi kmete s svojih posestev za vstop v vojsko, da bi v kraljevem imenu vstopil v Berlin. Odpotoval je tja, da bi to ponudil vodstvu, vendar so mu odgovorili, naj namesto tega postane koristen tako, da priskrbi zaloge hrane za vojsko s svojih posesti, če bi jo seveda potrebovali. Kraljev brat, princ Viljem (poznejši kralj in cesar Viljem I. Nemški) je pobegnil v Anglijo. Bismarck je skušal prepričati Viljemovo ženo Augusto, da bi na pruskem prestolu kralja Friderika Viljema IV. zamenjali z njunim najstniškim sinom Friderikom Viljemom (poznejšim kraljem Friderikom III. Nemškim). Augusta ni imela od tega nič in je pozneje sovražila Bismarcka kljub dejstvu, da je pomagal obnoviti odnos med Viljemom in njegovim bratom kraljem. V tem času Bismarck še ni bil član Landtaga, spodnjega doma novega pruskega zakonodajnega telesa. Liberalno gibanje je do konca leta 1848 zaradi notranjih spopadov propadlo. Medtem so se konzervativci ponovno zbrali in oblikovali notranjo skupino svetovalcev, vključno z bratoma Gerlach, znano pod imenom Camarilla. Postavili so se okoli kralja in ponovno prevzeli nadzor nad Berlinom. Kljub oblikovanju in razglasitvi ustave pa so njene določbe zelo zaostajale za zahtevami revolucionarjev.
Leta 1849 je bil Bismarck izvoljen v Landtag. Na tej stopnji svoje kariere je nasprotoval združitvi Nemčije in trdil, da bo Prusija s tem izgubila neodvisnost. Sprejel je svoje imenovanje za enega od predstavnikov Prusije v erfurtskem parlamentu, skupščini nemških držav, ki se je sestala, da bi razpravljala o načrtih za unijo, vendar je to storil le zato, da bi lahko učinkoviteje nasprotoval predlogom tega organa. Parlament ni uspel doseči združitve, saj niimel podpore dveh najpomembnejših nemških držav, Prusije in Avstrije. Septembra 1850 je bila po sporu o Hessnu (hessenska kriza leta 1850) Prusija ponižana in prisiljena priznati premoč Avstrije (ki jo je podpirala Rusija) v tako imenovani Punktaciji v Olmützu. Načrt za združitev Nemčije pod pruskim vodstvom, ki ga je predlagal pruski premier Radowitz, je bil opuščen.
Leta 1851 je Friderik Viljem IV. Bismarcka imenoval za pruskega predstavnika v parlamentu Nemške konfederacije v Frankfurtu. Bismarck se je odrekel svojemu sedežu v Landtagu, za katerega je bil izvoljen, vendar je bil nekaj let pozneje imenovan v prusko hišo lordov. V Frankfurtu se je zapletal v bitke z avstrijskim predstavnikom grofom Friedrichom von Thunom in Hohensteinom. Vztrajal je pri enakovredni obravnavi v primerjavi s Thunom tudi pri privilegijih, kot so bili kajenje in odstranitev suknjiča na zborovanjih. Te zahteve so bile tudi ozadje za prepir v frankfurtski dvorani z Georgom von Vinckejem, ki je pripeljal do boja med Bismarckom in Vinckejem s Carlom von Bodelschwinghom kot nepristranskega udeleženca, ki pa se je končal brez poškodb.
Bismarckovih osem let v Frankfurtu so zaznamovale spremembe njegoviga političnega mnenja, podobno opisane v številnih daljših memorandumih, ki jih je pošiljal svojim nadrejenim v Berlin. Ko ni bil več pod vplivom svojih ultrakonzervativnih pruskih prijateljev, je Bismarck postal manj reakcionaren in bolj pragmatičen. Prepričan je bil, da se bo morala Prusija za odpravo ponovno obnovljenega velikega vpliva Avstrije povezati z drugimi nemškimi državami. Posledično je vedno bolj sprejemal pojem združenega nemškega naroda. Postopoma je začel verjeti, da morajo on in njegovi kolegi konzervativci prevzeti vodilno vlogo pri ustvarjanju enotnega naroda, da ne bi prišlo do popolnega zatona te ideje. Verjel je tudi, da imajo liberalci srednjega razreda večjo željo po enotni Nemčiji kot po prekinitvi primeža tradicionalnih sil nad družbo.
Bismarck si je prizadeval tudi za ohranjanje prijateljstva z Rusijo in delovnih odnosov s Francijo Napoleona III., kar je bilo nesprejemljivo za njegove konzervativne prijatelje, Gerlachove, vendar je bilo to pomembno tako za grožnjo Avstriji kot tudi za preprečitev zavezništva med Francijo in Rusijo. V znamenitem pismu Leopoldu von Gerlachu je Bismarck zapisal, da je bilo neumno igrati šah, ko je najprej postavil 16 od 64 polj izven meja. To opažanje je postalo ironično, saj je po letu 1871 Francija dejansko postala trajni sovražnik Nemčije in se je sčasoma povezala z Rusijo proti Nemčiji v 90-ih letih 19. stoletja.
Bismarcka je vznemirila izolacija Prusije med krimsko vojno sredi 50-ih let 19. stoletja, v kateri se je Avstrija postavila na stran Velike Britanije in Francije proti Rusiji. Prusija skoraj ni bila povabljena na mirovna pogajanja v Pariz. Med krizo na Vzhodu v 70-ih letih 19. stoletja je bil stran pred ponovitvijo tega scenarija povod za Bismarckov podpis dvojnega zavezništva z Avstro-Ogrsko leta 1879.

### Veleposlanik v Rusiji in Franciji
Oktobra 1857 je kralj Friderik Viljem IV. utrpel paralizirajočo kap, zato je prusko vlado kot regent prevzel njegov brat Viljem. Ta je sprva deloval kot zmeren vladar, katerega prijateljstvo z liberalno Veliko Britanijo je simbolizirala nedavna poroka njegovega sina Friderika Viljema z najstarejšo hčerko kraljice Viktorije. Kot del nove garniture je Viljem nastavil nove ministre, zmerne konzervativce, ki so bili znani pod imenom Wochenblatt po svojem časopisu.
Regent je kmalu zamenjal Bismarcka kot poslanca v Frankfurtu in ga imenoval za pruskega veleposlanika v Ruskem imperiju. V teoriji je to predstavljalo napredovanje, saj je bila Rusija ena od dveh pruskih najmočnejših sosed. Vendar je Bismarck ob strani dogodkov v Nemčiji lahko le nemočno opazoval, kako je Francija med Italijansko vojno leta 1859 pregnala Avstrijo iz Lombardije. Bismarck je predlagal, da bi morala Prusija izkoristiti šibkost Avstrije in svoje meje premakniti na jug do Bodenskega jezera na meji s Švico. Namesto tega pa je Prusija le mobilizirala svoje čete v Porenju, da bi preprečila nadaljnje francosko napredovanje v Benečijo.
Bismarck je v Sankt Peterburgu ostal štiri leta, med katerimi je zaradi neuspešnega zdravljenja skoraj izgubil nogo in tam ponovno srečal svojega bodočega nasprotnika, ruskega kneza Gorčakova, ki je bil ruski predstavnik v Frankfurtu v začetku 50-ih let 19. stoletja. Regent je tudi imenoval Helmutha von Moltkeja za novega načelnika štaba pruske vojske in Albrechta von Roona za vojnega ministra z nalogo reorganizacije vojske. V naslednjih dvanajstih letih so Bismarck, Moltke in Roon preoblikovali Prusijo.
Kljub dolgotrajnemu bivanju v tujini Bismarck ni bil povsem ločen od nemških notranjih zadev. Dobro obveščen je ostal zaradi Roona, s katerim je sklenil trajno prijateljstvo in politično zavezništvo. Maja 1862 je bil poslan v Pariz kot veleposlanik v Franciji, isto poletje pa je obiskal tudi Anglijo. Ti obiski so mu omogočili, da je srečal in bolje spoznal več nasprotnikov: v Franciji Napoleona III. in v Veliki Britaniji premierja Palmerstona, zunanjega ministra Johna Russella in konzervativnega politika Benjamina Disraelija.

## Pruski ministrski predsednik
Princ Viljem je leta 1861 po smrti brata Friderika Viljema IV. postal pruski kralj. Novi monarh je pogosto prihajal v konflikt z vse bolj liberalno prusko skupščino (Landtagom). Leta 1862 je nastala kriza, ko je državni zbor zavrnil odobritev sredstev za predlagano reorganizacijo vojske. Kraljevi ministri niso mogli prepričati članov parlamenta, da sprejmejo proračun, kralj pa prav tako ni bil pripravljen popustiti. Viljem je zagrozil z abdikacijo v korist svojega sina prestolonaslednika Friderika Viljema, ki je temu nasprotoval, saj je menil, da je Bismarck edini politik, ki je sposoben obvladati krizo. Vendar Viljem ni bil navdušen nad idejo imenovanja osebe, ki bi imela neomejen nadzor nad zunanjimi zadevami. Ko je septembra 1862 Abgeordnetenhaus (poslanski dom) z veliko večino zavrnil predlagan proračun, so Viljema prepričali, da je po nasvetu Roona poklical Bismarcka v Prusijo. 23. septembra 1862 je Viljem Bismarcka imenoval za ministrskega predsednika in zunanjega ministra.
Bismarck, Roon in Moltke so prevzeli vodstvo Prusije v času, ko so bili odnosi med velikimi silami (Velika Britanija, Francija, Avstrija in Rusija) porušeni zaradi krimske in prve italijanske vojne za neodvisnost. Sredi tega nereda je bilo evropsko ravnovesje moči prestrukturirano z ustanovitvijo Nemškega cesarstva kot prevladujoče sile v celinski Evropi na pran Rusiji. To je bilo doseženo z Bismarckovo diplomacijo, Roonovo reorganizacijo vojske in Moltkejevo vojaško strategijo.
Kljub začetnemu nezaupanju kralja in prestolonaslednika ter sovraštvu kraljice Avguste je Bismarck kmalu pridobil močan nadzor nad kraljem s svojo osebnostjo in močjo prepričevanja. Bismarck je želel ohraniti kraljevo nadvlado tako, da je končal proračunski zastoj v kraljevo korist, čeprav je moral za to uporabiti nezakonita sredstva. Po ustavi je bil lahko proračun sprejet šele, ko sta se kralj in zakonodajalec (parlament) dogovorila o njegovih pogojih. Bismarck je trdil, da ustava ni predvidevala primerov, v kateri zakonodajalci ne potrdijo proračuna – v ustavi je obstajala pravna vrzel in je zato lahko uporabil proračun iz prejšnjega leta, da je ohranil delovanje vlade. Tako se je na podlagi proračuna iz leta 1861 pobiranje davkov nadaljevalo še štiri leta.

## Poznejše življenje in delo
Leta 1864 je skupaj z Avstrijo napadel Dansko in Prusiji priključil osvojeni Schleswig. Leta 1866 je premagal svojo bivšo avstrijsko zaveznico in priključil Prusiji še severne nemške državice ter ustanovil Severnonemško konfederacijo.
Leta 1870 je izzval francosko-prusko vojno in po zmagi priključil še južne nemške države. 18. januarja 1871 so v Versaillesu razglasili Nemčijo za cesarstvo, pruskega kralja Viljema I. pa za cesarja. V sklopu cesarstva so nekateri monarhi v zvezi ohranili poglavitne pravice suverenov.
Leta 1873 je sklenil zvezo treh cesarjev (z Avstro-Ogrsko in Rusijo) in na ta način hotel osamiti Francijo. Rusija je kmalu izstopila iz zveze, zato je 1882 ustanovil podobno zvezo z Italijo in Avstro-Ogrsko.
Leta 1885 je pridobil nekaj afriških kolonij in sklenil z Rusijo varnostni pakt.
V notranji politiki se je opiral na junkerje in velike kapitaliste; skušal je vzpostaviti in utrditi pruski militaristični absolutizem. S katoliško cerkvijo na nemškem jugu se je zapletel v t. i. Kulturkampf. Boril se je proti delovanju socialistov in proti politični svoboščini; v ta namen je 1878 izdal Izjemni zakon, ki je prepovedal delovanje socialnih demokratov. Zaradi teh dejanj je postajal vse manj priljubljen med ljudmi, zato je 1890 odstopil po prepiru s cesarjem Viljemom II.

### Biografije
- Abrams, Lynn. Bismarck and the German Empire, 1871-1918 (1995), 75 strani. URL: https://archive.org/details/bismarckgermanem0000abra
- Crankshaw, Edward (1981). Bismarck. The Viking Press. ISBN 978-0-670-16982-5.
- Darmstaedter, Friedrich (2008). Bismarck and the Creation of the Second Reich. Russel & Russel. ISBN 978-0-8462-0624-8.
- Engelberg, Ernst (1986–90). Bismarck (in German). 1–2. Fayard. ISBN 978-3-8275-0024-3.
- Eyck, Erich (1964). Bismarck and the German Empire. W.W. Norton & Company; 1. izdaja. ISBN 978-0-393-00235-5.
- Feuchtwanger, Edgar (2002). Bismarck. Historical Biographies. Routledge. ISBN 978-0-415-21613-5.
- Gall, Lothar (1990). Bismarck: The White Revolutionary. 1. Unwin Hyman. ISBN 978-0-04-445778-7.
- Gall, Lothar (1990). Bismarck: The White Revolutionary. 2. Trans. J. A. Underwood. Unwin Hyman. ISBN 978-0-04-445779-4.
- Headlam, James Wycliffe (1899). Bismarck and the Foundation of the German Empire. IndyPublish. ISBN 978-1-4142-3271-3.
- Heuston, Kimberley Burton (2010). Otto von Bismarck: Iron Chancellor of Germany. A Wicked History. Franklin Watts. ISBN  978-0-531-22824-1.
- Hollyday, F. B. M. (1970). Bismarck. Great Lives Observed. Prentice-Hall. ISBN 978-0-13-077362-3.
- Kent, George O. (1978). Bismarck and His Times. Southern Illinois University Press. ISBN 978-0-8093-0859-0.
- Lerman, Katharine Anne. (2004). Bismarck: Profiles in Power. Longman. ISBN 978-0-582-03740-3.
- Ludwig, Emil (1927). Wilhelm Hohenzollern: The last of the Kaisers. Trans. Ethel Colburn Mayne. New York: Kessinger Publishing, LLC. ISBN 978-0-7661-4341-8.
- Ludwig, Emil (1927). Bismarck: The Story of a Fighter. Skyhorse Publishing. ISBN 978-1-62087-176-8.
- Pflanze, Otto (1971). Bismarck and the Development of Germany: The Period of Unification, 1815–1871. Vol. 1. Princeton University Press. ISBN 978-0-691-00765-6.
- Pflanze, Otto (1990) [1963]. Bismarck and the Development of Germany: The Period of Consolidation, 1871–1880. Vol. 2. Princeton University Press. ISBN 978-0-691-05588-6.
- Pflanze, Otto (April 1955). "Bismarck and German Nationalism". American Historical Review. 60 (3): 548–66. JSTOR 1845577. URL: http://mr.crossref.org/iPage?doi=10.2307%2F1845577
- Quinault, Roland. "Bismarck and Gladstone Beyond Caricature" History Today (November 2013) 63#11 strani 21-28.
- Robertson, Charles Grant (1919). Bismarck. London: Constable and Company. ISBN 978-1-357-14279-7.
- Steinberg, Jonathan (2011). Bismarck: A Life. Oxford University Press. ISBN 978-0-19-997539-6.
- Rich, Norman (1982) "Sinking the Bismarck Legend" (zelo negativen pregled) v The Washington Post. URL: https://web.archive.org/web/20201225204311/https://www.washingtonpost.com/archive/entertainment/books/1982/01/10/sinking-the-bismarck-legend/e3ac61f7-eb83-4e64-93ac-de8d32f6ad0e/